# یواس‌اس تگالتین (۱۸۰۷)
یواس‌اس تگالتین (۱۸۰۷) (به انگلیسی: USS Gallatin (1807)) یک کشتی بود که طول آن 100' بود. این کشتی در سال ۱۸۰۷ ساخته شد.